# Teratolytta dives
Teratolytta dives là một loài bọ cánh cứng trong họ Meloidae. Loài này được Brullé miêu tả khoa học năm 1832.